# Hendrik Pothoven

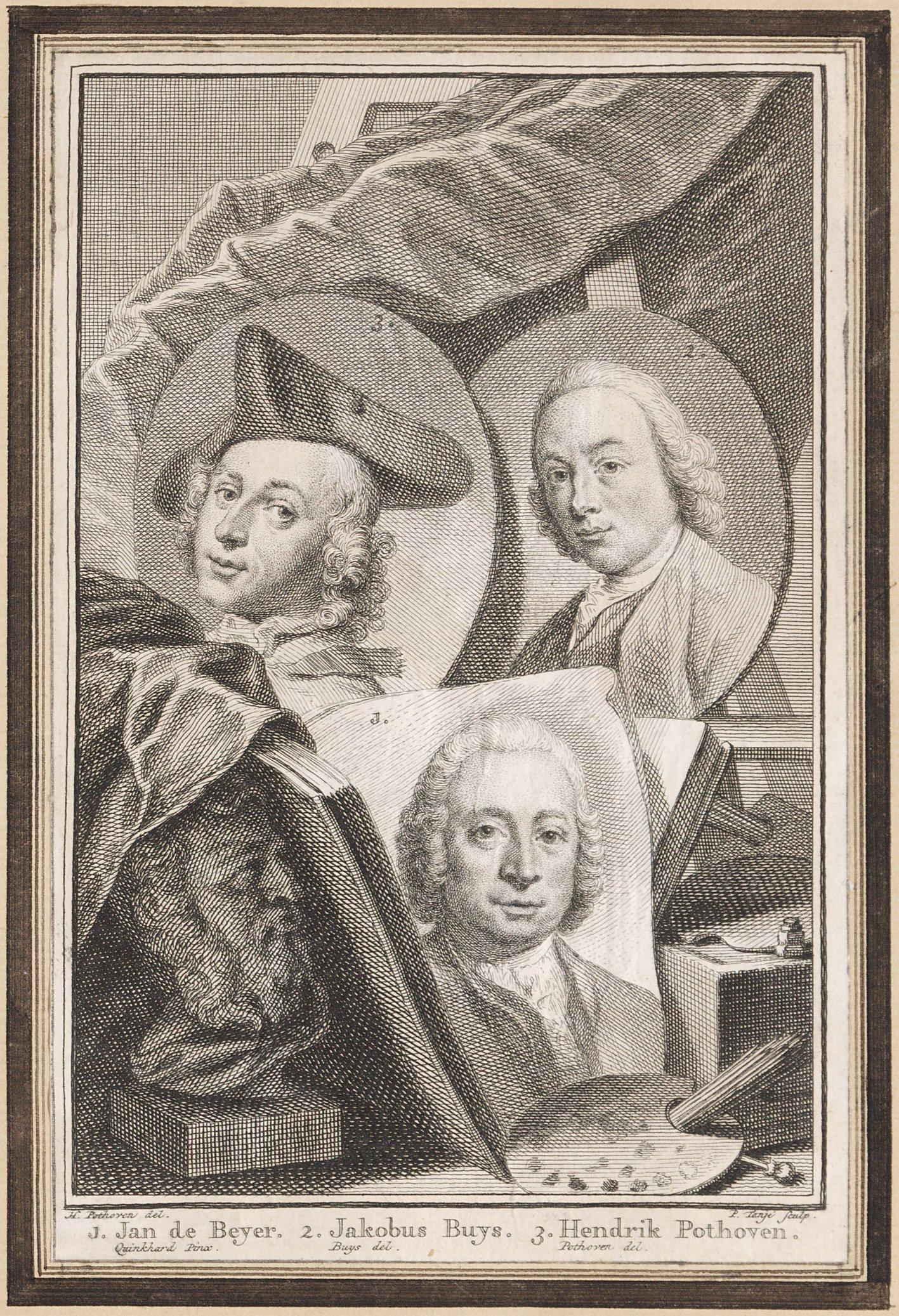
V.l.n.r. Hendrik Pothoven, Jan de Beijer en Jacobus Buys (door Jan de Beijer)

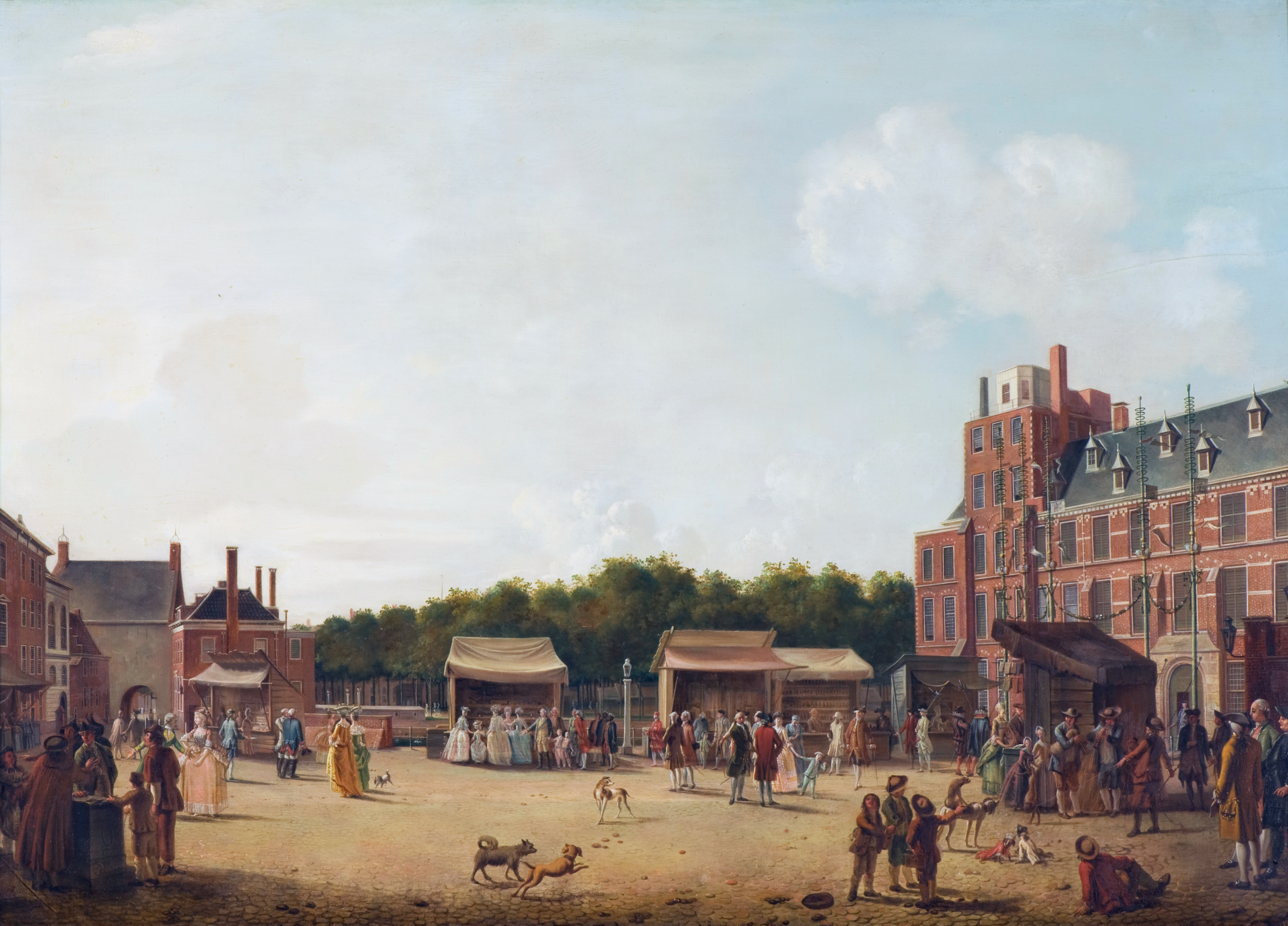
Hendrik Pothoven: Kermis op het Buitenhof, 1781
Links de Gevangenpoort, rechts het Binnenhof. In het midden staat stadhouder Willem V met zijn gezin, met twee zwarte bedienden.

Hendrik Pothoven (Amsterdam, 25 december 1725 -Den Haag, 29 januari 1807) was een Nederlandse kunstschilder. Hij tekende rond de honderd portretten van al of niet overleden leden van de Amsterdamse en Haagse elite. Veel van zijn werk was bestemd voor de Vaderlandsche Historie door Jan Wagenaar (historicus).

## Biografie
Hendrick was de oudste zoon van Steven Pothoven, afkomstig uit Dodewaard, en Saara Simons en is op 25 december 1725 gedoopt in de Westerkerk. Over zijn geboortejaar bestaat niettemin veel verwarring. Zijn ouders waren in mei 1725 getrouwd.
Pothoven was de beste leerling van Philip van Dijk. Pothoven werkte samen met Jacobus Buys en tussen 1752 en 1759 met Jacob Houbraken aan de Vaderlandsche Historie van Jan Wagenaar.
Zijn moeder werd in 1751 begraven in of bij de Westerkerk. Dat was tegenover haar huis aan de Keizersgracht. De twee panden onder een dak (191 en 193) werden in 1759 verkocht door de broers Hendrik en Willem Pothoven. Deze huizen zijn al in 19e eeuw verdwenen door de aanleg van de Raadhuisstraat.
Pothoven trouwde op 27 mei 1764 in Scheveningen met Maria van der Elburg uit Den Haag.
Pothoven woonde in de Papenstraat en is van daaruit begraven in de Nieuwe Kerk in Den Haag. Het Haagse DTB vermeldt dat hij 81 jaar en een maand oud is.

## Werk
- In 1758 tekende hij de Amstelkerk en de Westermarkt.[11]
- Pothoven is maakte twee tekeningen van de schuttersstukken van Rembrandt van Rijn[12] in het stadhuis en van Bartholomeus van der Helst (1762) in de Kloveniersdoelen.
- In de winter van 1772 tekende hij de herberg De IJsbreker aan de Amstel.

Pothoven tekende de dichter Nicolaas Simon van Winter en zijn vrouw, eveneens dichter. en Cornelis Johan de Lange.
- In 1779 schilderde hij de Ridderzaal op het Binnenhof met het kantoor van de Staatsloterij.[14]
- Een van zijn mooiste werken is de kermis op het Buitenhof in Den Haag (1781) waarop de stadhouderlijke familie is te zien.